# Korfbal 1960-1961
In 1960-1961 werd korfbal gespeeld in twee landelijke bonden, de NKB en CKB. In 1970 zouden beide bonden samensmelten tot de huidige KNKV.

## Veldcompetitie NKB
In seizoen 1960-1961 was de hoogste Nederlands veldkorfbalcompetitie de Hoofdklasse. Er speelden 22 teams, verdeeld over 2 poules, waarbij de kampioen van Hoofdklasse A de kampioenswedstrijd speelde tegen de kampioen van Hoofdklasse B. Dit seizoen is de eerste jaargang met de hoofdklasse indeling en opzet. Voordien speelden de districtskampioenen van de eerste klassen om het kampioenschap van Nederland.

Hoofdklasse A
| pos | club           | gs | w  | g | v  | pnt | dv  | dt  | dt   |
| --- | -------------- | -- | -- | - | -- | --- | --- | --- | ---- |
| 1.  | ROHDA          | 20 | 18 | 1 | 1  | 37  | 177 | 83  | +94  |
| 2.  | AKC Blauw-Wit  | 20 | 17 | 1 | 2  | 35  | 147 | 85  | +62  |
| 3.  | Westerkwartier | 20 | 16 | 0 | 4  | 32  | 156 | 89  | +67  |
| 4.  | Archipel       | 20 | 12 | 2 | 6  | 26  | 140 | 107 | +33  |
| 5.  | Wordt Kwiek    | 20 | 7  | 4 | 9  | 18  | 109 | 116 | -7   |
| 6.  | Swift          | 20 | 8  | 1 | 11 | 17  | 93  | 127 | -34  |
| 7.  | LUTO           | 20 | 6  | 4 | 10 | 16  | 105 | 107 | -2   |
| 8.  | Allen Weerbaar | 20 | 5  | 5 | 10 | 15  | 94  | 115 | -21  |
| 9.  | WKV Roda       | 20 | 5  | 4 | 11 | 10  | 74  | 94  | -20  |
| 10. | PSV            | 20 | 3  | 4 | 13 | 10  | 75  | 135 | -60  |
| 11. | Hermes         | 20 | 0  | 0 | 20 | 0   | 71  | 183 | -112 |

Hoofdklasse B
| pos | club           | gs | w  | g | v  | pnt | dv  | dt  | dt  |
| --- | -------------- | -- | -- | - | -- | --- | --- | --- | --- |
| 1.  | HKV            | 20 | 13 | 5 | 2  | 31  | 159 | 102 | +57 |
| 2.  | Het Zuiden     | 20 | 14 | 1 | 5  | 29  | 126 | 87  | +39 |
| 3.  | Ons Eibernest  | 20 | 12 | 4 | 4  | 28  | 123 | 81  | +42 |
| 4.  | Die Haghe      | 20 | 13 | 2 | 5  | 28  | 119 | 88  | +31 |
| 5.  | Deetos         | 20 | 8  | 4 | 8  | 20  | 118 | 99  | +19 |
| 6.  | ZKC            | 20 | 7  | 4 | 9  | 18  | 97  | 136 | -39 |
| 7.  | Vicus Oriëntis | 20 | 7  | 3 | 10 | 17  | 93  | 99  | -6  |
| 8.  | Spangen        | 20 | 7  | 3 | 10 | 17  | 98  | 111 | -13 |
| 9.  | Rigtersbleek   | 20 | 7  | 2 | 11 | 16  | 109 | 121 | -12 |
| 10. | De Algemene    | 20 | 2  | 4 | 14 | 8   | 71  | 133 | -62 |
| 11. | Sportlust      | 20 | 3  | 2 | 15 | 8   | 79  | 135 | -56 |

| Hoofdklasse Finale |       |   |    |  |
|                    |       |   |    |  |
| A                  | ROHDA | 9 | 11 |  |
| B                  | HKV   | 7 | 5  |  |

| Veldkampioen van Nederland NKB 1961 |
| ----------------------------------- |
| ROHDA                               |

## Zaalcompetitie NKB
Geen poule informatie bekend
| Zaalkampioen van Nederland NKB 1961 |
| ----------------------------------- |
| Het Zuiden Eerste titel             |

## Veldcompetitie CKB
Geen poule informatie bekend
| Veldkampioen van Nederland CKB 1961 |
| ----------------------------------- |
| VES                                 |

## Zaalcompetitie CKB
Geen poule informatie bekend
| Zaalkampioen van Nederland CKB 1961 |
| ----------------------------------- |
| VES                                 |